# Antibes
Antibes (în occitană Antíbol) este un oraș în sud-estul Franței (departamentul Alpes-Maritimes), pe malul Mării Mediterane. Este una din cele mai importante stațiuni de pe Coasta de Azur. La Antibes se află Muzeul Pablo Picasso.